# Patrice Fabre
Pour les articles homonymes, voir Fabre.
Patrice Fabre, né le 14 avril 1965 à Marseille (Bouches-du-Rhône), est un pilote de  rallye français.

## Biographie
Après des débuts à l'École de formation Elf Winfield sur le circuit Paul-Ricard, Patrice Fabre démarre réellement sa carrière en rallye en 1985, s'imposant ensuite dans la Coupe Renault Sport en 1988. Après un arrêt de la compétition en 1987, il revient en 1996 en devenant l'ouvreur de son ami Sylvain Polo dans le cadre du championnat de France des rallye[réf. souhaitée] en devenant son ouvreur dans le cadre du championnat de France des rallyes 2e division, lequel sera deux fois champions en 1996 et 1997.
Patrice Fabre reviendra à la compétition avec une saxo Kit Car et surtout avec une Peugeot 306 Maxi[réf. souhaitée] ex Panizzi, avec laquelle il engrangera de nombreux podiums. Par la suite, il participe à différents rallyes dans l'hexagone et aussi à des finales de rallyes, remportant six victoires au général de 2010 à 2018 à bord de Peugeot 207 S2000, Peugeot 208 T16 et Ford Fiesta R5. À chaque rallye, ses voitures sont identifiables grâce à son partenaire principal Marc Dorcel,.
En 2019, il prévoit encore de participer à des épreuves du championnat de France des rallyes et de la coupe de France.